# Gary Clark
Gary Clark Jr (ur. 16 listopada 1994 w Smithfield) – amerykański koszykarz, występujący na pozycji silnego skrzydłowego, od 2023 zawodnik Illawarra Hawks.
7 stycznia 2020 został zwolniony przez Houston Rockets.
14 stycznia 2020 podpisał 10-dniową umowę z Orlando Magic. 25 marca 2021 trafił w wyniku wymiany do Denver Nuggets. 8 kwietnia opuścił klub. 11 maja zawarł kontrakt z Philadelphia 76ers na występy zarówno w NBA, jak i zespole G-League – Delaware Blue Coats. 3 grudnia 2021 dołączył do New Orleans Pelicans. 7 stycznia 2022 został zwolniony. 9 stycznia 2022 podpisał kolejną umowę z Pelicans na występy w NBA i zespole G-League – Birmingham Squadron. 24 czerwca 2023 został zawodnikiem Illawarra Hawks.

## Osiągnięcia
Stan na 20 października 2023 podstawie, o ile nie zaznaczono inaczej.
NCAA
- Uczestnik rozgrywek:
  - II rundy turnieju NCAA (2015, 2017, 2018)
  - turnieju:
    - NCAA (2015–2018)
    - Portsmouth Invitational (2018)
- Mistrz:
  - turnieju konferencji American Athletic (AAC – 2018)
  - sezonu regularnego AAC (2018)
- Zawodnik roku konferencji AAC (2018)[13]
- MVP turnieju:
  - AAC (2018)
  - Cayman Islands Classic (2018)
- Obrońca roku AAC (2016, 2018)
- Laureat:
  - The American’s Sportsmanship Award (2018)
  - Jean Stephens Memorial Award (2018)
- Zaliczony do:
  - I składu:
    - AAC (2018)
    - najlepszych pierwszorocznych zawodników AAC (2015)
    - turnieju:
      - AAC (2017, 2018)
      - Emerald Coast Classic (2015)

  - II składu AAC (2016)
  - składu honorable mention All-American (2018 przez Associated Press)
- Lider AAC w:
  - liczbie:
    - zbiórek ofensywnych wszech czasów (422)
    - przechwytów wszech czasów (163)
    - oddanych rzutów za 2 punkty wszech czasów (488)
    - zbiórek (313 – 2018)

  - średniej zbiórek (8,7 – 2018)
- Zawodnik tygodnia AAC (26.12.2016, 27.11.2017, 22.01.2018, 29.01.2018)

Drużynowe
- Mistrz G-League (2019)